# Zorzines endoi
Zorzines endoi är en fjärilsart som beskrevs av Inoue 1982. Zorzines endoi ingår i släktet Zorzines och familjen nattflyn. Inga underarter finns listade i Catalogue of Life.